# Quincy (Washington)
Quincy és una població dels Estats Units a l'estat de Washington. Segons el cens del 2000 tenia 5.044 habitants.

## Demografia
Segons el cens del 2000, Quincy tenia 5.044 habitants, 1.470 habitatges, i 1.176 famílies. La densitat de població era de 869,4 habitants per km².
Dels 1.470 habitatges en un 50,1% hi vivien nens de menys de 18 anys, en un 62% hi vivien parelles casades, en un 11,8% dones solteres, i en un 20% no eren unitats familiars. En el 17,9% dels habitatges hi vivien persones soles el 8,5% de les quals corresponia a persones de 65 anys o més que vivien soles. El nombre mitjà de persones vivint en cada habitatge era de 3,38 i el nombre mitjà de persones que vivien en cada família era de 3,79.
Per edats la població es repartia de la següent manera: un 36% tenia menys de 18 anys, un 10,6% entre 18 i 24, un 28,3% entre 25 i 44, un 16,1% de 45 a 60 i un 9% 65 anys o més.
L'edat mediana era de 27 anys. Per cada 100 dones de 18 o més anys hi havia 104,7 homes.
La renda mediana per habitatge era de 32.181 $ i la renda mediana per família de 31.847 $. Els homes tenien una renda mediana de 27.813 $ mentre que les dones 18.750 $. La renda per capita de la població era de 12.649 $. Aproximadament el 18,4% de les famílies i el 20,9% de la població estaven per davall del llindar de pobresa.

## Poblacions més properes
El següent diagrama mostra les poblacions més properes.